# Conferenza di Guadalupe

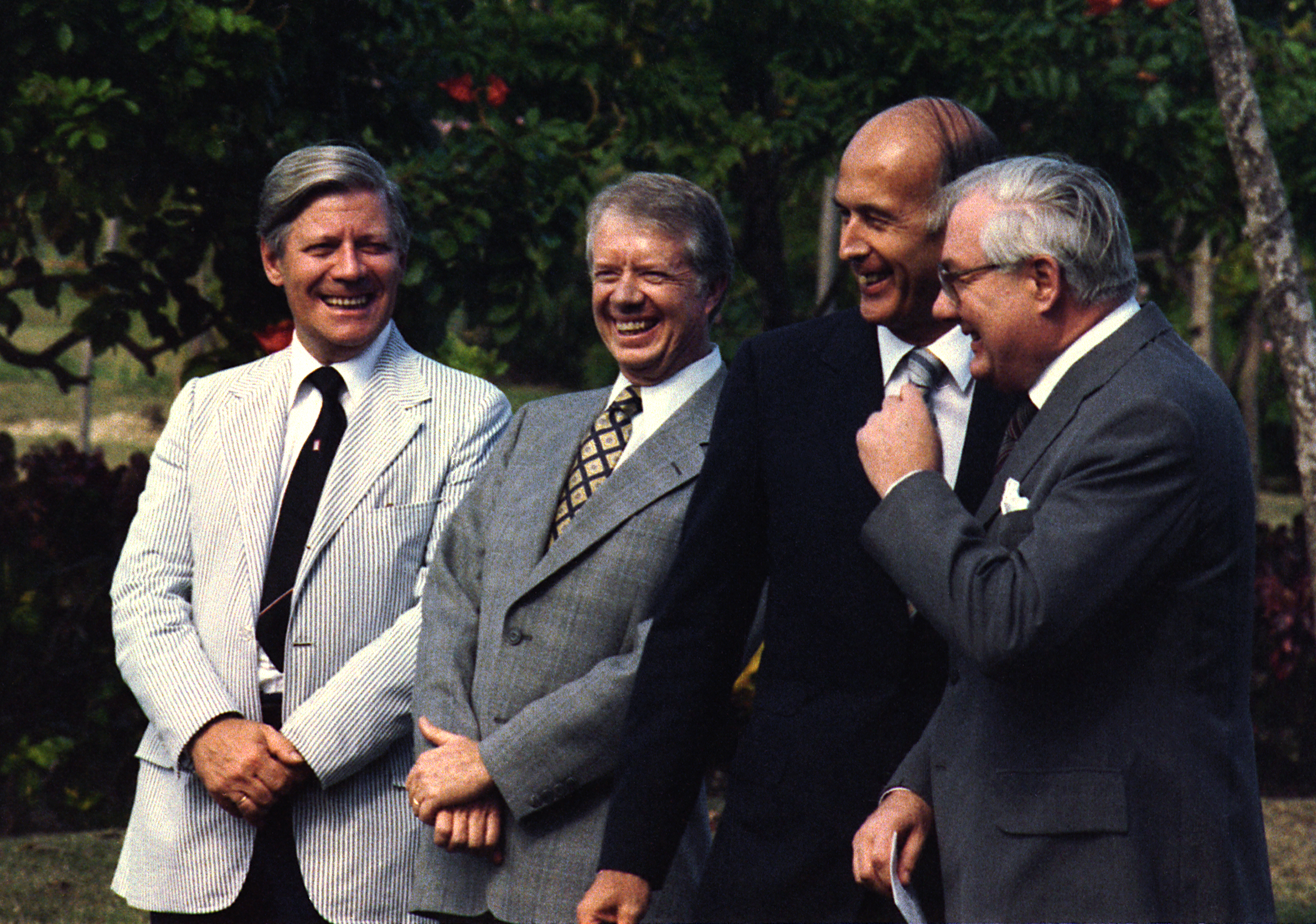
Helmut Schmidt, Jimmy Carter, Valéry Giscard d'Estaing e James Callaghan a Guadalupa.

La conferenza di Guadalupe fu una conferenza internazionale fra quattro potenze occidentali (Francia, Regno Unito, Stati Uniti d'America e Germania Ovest), svoltasi sull'Isola di Guadalupa fra il 4 e il 7 gennaio 1979. Le discussioni, che riguardavano numerosi temi di politica globale (quali la rapida ratifica dell'accordo SALT II, la vendita di aerei da guerra britannici Harrier alla Repubblica popolare cinese e il dispiegamento di missili in Europa), si concentrarono specialmente sul Medio Oriente e la crisi iraniana. Infatti si sarebbe dovuto decidere se l'Occidente dovesse continuare a sostenere lo Scià di Persia Mohammad Reza Pahlavi o cercare il dialogo con i suoi avversari politici, che facevano riferimento all'ayatollah Khomeini. A ospitare la conferenza e a rappresentare la Francia fu il presidente Valéry Giscard d'Estaign, il Regno Unito fu rappresentato dal primo ministro James Callaghan, gli USA dal presidente Jimmy Carter e la Germania Ovest dal cancelliere Helmut Schmidt.

## La conferenza
Alla luce della Rivoluzione iraniana la popolazione si era sollevata contro lo Scià appoggiando il clero sciita, le quattro potenze decisero di ritirare il loro sostegno al regime di Reza Pahlavi. Ad adoperarsi per questa risoluzione fu il presidente Giscard d'Estaign che, cercando di convincere le altre delegazioni, non incontrò molto resistenza. In particolare, fu proprio la decisione degli americani di ritirare il loro supporto al loro storico alleato, tanto clamorosa quanto decisiva, che decretò la caduta del regime. I quattro capi di Stato convennero inoltre che se il sovrano fosse rimasto al potere avrebbe esacerbato la guerra civile e avrebbe provocato un intervento sovietico. Si discusse inoltre sulla futura situazione post-monarchica: per il presidente americano salvare lo Scià era fuori discussione e pertanto si sarebbe dovuto fare ogni sforzo per trattare con le opposizioni (in particolar modo con Khomeini) in modo da stabilire relazioni solide. Il governo tedesco affermò di temere eventuali perdite economiche per i gravi disordini che sarebbero seguiti nei mesi successivi, ma di essere in grado di sostenerli. Callaghan sottolineò che sarebbe stato necessario incrementare i rapporti con i Paesi del Golfo anche per avere relazioni di successo con il nuovo Iran, dato che essendo guidato dagli ayatollah, la sua linea sarebbe stata decisamente filo-araba. Carter propose che gli USA avrebbero dovuto trattare direttamente con Khomeini, che nel frattempo si trovava in esilio a Parigi, tramite l'ex ambasciatore Theodore L. Eliot. Tuttavia Giscard d'Estaign lo convinse ad affidare la mediazione alla Francia.

## Impatto
I quattro leader suggerirono allo Scià Reza Pahlavi di lasciare l'Iran il prima possibile. Dopo la conferenza la violenza e le proteste contro la monarchia aumentarono. Il regime collassò il 16 gennaio 1979, quando lo Scià partì per l'esilio alla volta di New York.